# Francesc Mariner
Francesc Mariner (né en 1720 à Barcelone et mort dans cette même ville le 10 décembre 1789) est un organiste et compositeur espagnol.

## Biographie
Francesc Mariner a été organiste de la Cathédrale de Barcelone dès 1742 jusqu'à son décès. Son disciple le plus important a été son neveu, Carles Baguer, qui en 1786 est devenu organiste suppléant de la Cathédrale de Barcelone. Ce neveu a succédé à son oncle après le décès de ce dernier trois ans plus tard, et est devenu à son tour titulaire du poste.
La production de Mariner pour le clavecin et l'orgue se situe dans la tradition contrapuntiste baroque ibérique, tout en faisant apparaître l'influence des nouveaux courants de style galant. Comme d'autres organistes catalans contemporains, il a cultivé la sonate pour clavier de structure binaire, un modèle qui était à la mode en Italie, au Portugal et en Espagne et que l'on retrouve tout particulièrement dans les œuvres de Domenico Scarlatti et d'Antonio Soler. 
Les manuscrits de Francesc Mariner sont conservés à l'Arxiu Musical de la Seu de Manresa, à l'Archivo Histórico Comarcal de Puigcerdà, à l'Archivo de la iglesia de Santa María de la Geltrú, à l'Arxiu Diocesà de Girona et à la Bibliothèque de Catalogne. Plus de la moitié, cependant, se trouve au monastère de Montserrat.

## Œuvres
- Obra de ple la Salve de segon to, pour orgue
- 3 salmodies para todos los tonos(1759, 1762, 1767)
- Sonatas y Tocatas
- 6 obras más, pour orgue
- Tocatas pastoriles
- Tocatas y Sonatas para clarines, pour orgue
- Varias series de versos, pour orgue